# 盧卡什·特薩克
盧卡什·特薩克（1985年3月8日—）是一位斯洛伐克足球運動員。在場上的位置是左後衛或左邊鋒。他現在效力於俄羅斯足球超級聯賽球隊圖拉兵工廠足球俱樂部。他也代表斯洛伐克國家足球隊參賽。